# Campeonato Panamericano de Lucha de 2018
El Campeonato Panamericano de Lucha se celebró en Lima (Perú) entre el 3 y el 6 de mayo de 2018 bajo la organización de la Federación Internacional de Luchas Asociadas (FILA).

## Medallero
| Núm.  | País                 | Oro | Plata | Bronce | Total |
| ----- | -------------------- | --- | ----- | ------ | ----- |
| 1     | Estados Unidos       | 9   | 3     | 6      | 18    |
| 2     | Cuba                 | 7   | 1     | 2      | 10    |
| 3     | Venezuela            | 3   | 3     | 2      | 8     |
| 4     | Brasil               | 1   | 2     | 4      | 7     |
| 4     | Canadá               | 1   | 2     | 4      | 7     |
| 4     | Perú                 | 1   | 2     | 4      | 7     |
| 7     | México               | 1   | 2     | 2      | 5     |
| 8     | Puerto Rico          | 1   | 1     | 1      | 3     |
| 9     | Colombia             | 0   | 3     | 3      | 6     |
| 10    | Ecuador              | 0   | 1     | 3      | 4     |
| 11    | Honduras             | 0   | 1     | 1      | 2     |
| 9     | República Dominicana | 0   | 1     | 1      | 2     |
| 14    | Chile                | 0   | 0     | 1      | 1     |
| 14    | Guatemala            | 0   | 0     | 1      | 1     |
| TOTAL | TOTAL                | 14  | 14    | 19     | 47    |

## Resultados

### Lucha grecorromana masculina
| Evento | Oro                             | Plata                                  | Bronce                                                               |
| ------ | ------------------------------- | -------------------------------------- | -------------------------------------------------------------------- |
| 55 kg  | Sargis Khachatryan · Brasil     | Max Nowry Estados Unidos               | Brandon Escobar Honduras ----                                        |
| 60 kg  | Luis Orta · Cuba                | Jansel González · República Dominicana | Marat Garipov · Brasil · Andrés Montaño · Ecuador                    |
| 63 kg  | Ryan Mango Estados Unidos       | Gerardo Oliva · Perú                   | German Diaz Puerto Rico ----                                         |
| 67 kg  | Ismael Borrero · Cuba           | Manuel López · México                  | Mario Molina · Perú · Joilson Ramos · Brasil                         |
| 72 kg  | RaVaughn Perkins Estados Unidos | Wuileixis Rivas · Venezuela            | Christopher Palacios · Perú · ----                                   |
| 77 kg  | Ariel Fis · Cuba                | Jaír Cuero · Colombia                  | Ângelo Moreira · Brasil · Reinier Jiménez · Guatemala                |
| 82 kg  | Luis Avendaño · Venezuela       | Geordan Speiller Estados Unidos        | Carlos Espinoza · Perú · ----                                        |
| 87 kg  | Daniel Gregorich · Cuba         | Yorgen Cova · Venezuela                | Ben Provisor · Estados Unidos · Carlos Adames · República Dominicana |
| 97 kg  | Luillys Pérez · Venezuela       | Kevin Mejía Honduras                   | Gabriel Rosillo · Cuba · Óscar Loango · Colombia                     |
| 130 kg | Óscar Pino · Cuba               | Robert Smith Estados Unidos            | Luis Barrios · México · Yasmani Acosta · Chile                       |

### Lucha libre masculina
| Evento | Oro                         | Plata                    | Bronce                                                |
| ------ | --------------------------- | ------------------------ | ----------------------------------------------------- |
| 57 kg  |                             |                          |                                                       |
| 61 kg  | Mallqui · Perú              | Wilson Pérez · Guatemala | Joshua Bodnarchuk · Canadá · ----                     |
| 65 kg  |                             |                          |                                                       |
| 70 kg  | Anthony Montero · Venezuela | Marcos Pereira · Brasil  | James Green Estados Unidos ----                       |
| 74 kg  |                             |                          |                                                       |
| 79 kg  | Mark Hall Estados Unidos    | Ethan Ramos Puerto Rico  | Shawn Kenneth · Canadá · Santiago Martinez · Colombia |
| 86 kg  |                             |                          |                                                       |
| 92 kg  | Ben Provisor Estados Unidos | Esdras López · México    | Dalton James · Canadá · Flávio Conceição · Brasil     |
| 97 kg  |                             |                          |                                                       |
| 125 kg |                             |                          |                                                       |

### Lucha libre femenina
| Evento | Oro                              | Plata                         | Bronce                                                         |
| ------ | -------------------------------- | ----------------------------- | -------------------------------------------------------------- |
| 50 kg  | Whitney Conder Estados Unidos    | Carolina Castillo · Colombia  | Jade Dufour · Canadá · Mariana Díaz · México                   |
| 53 kg  | Sarah Hildebrandt Estados Unidos | Luisa Valverde · Ecuador      | Lilianet Duanes · Cuba · Betzabeth Argüello · Venezuela        |
| 55 kg  | Becka Leathers Estados Unidos    | Cara Nania · Canadá           | Lady Morán · Ecuador · ----                                    |
| 57 kg  | Alejandra Romero · México        | Lienna Montero · Cuba         | Michaela Beck · Estados Unidos · Alexandria Town · Canadá      |
| 59 kg  | Andribeth Rivera Puerto Rico     | Laurence Beauregard · Canadá  | Kelsey Campbell Estados Unidos ----                            |
| 62 kg  | Yaquelin Estornell · Cuba        | Laís Nunes · Brasil           | Jackeline Rentería · Colombia · Kayla Miracle · Estados Unidos |
| 65 kg  | Forrest Molinari Estados Unidos  | Breanne Graham · Canadá       | ---- ----                                                      |
| 68 kg  | Yudaris Sánchez · Cuba           | Soleymi Caraballo · Venezuela | Leonela Ayoví · Ecuador · Yanet Sovero · Perú                  |
| 72 kg  | Veronica Keefe · Canadá          | Diana Cruz · Perú             | Hannah Gladden Estados Unidos ----                             |
| 76 kg  | Adeline Gray Estados Unidos      | Andrea Olaya · Colombia       | Mabelkis Capote · Cuba · Andrimar Lázaro · Venezuela           |